# Models quantitatius del potencial d'acció
Els models quantitatius del potencial d'acció són eines matemàtiques i computacionals utilitzades per descriure i analitzar el comportament dels potencials d'acció en les cèl·lules excitables, com les neurones i les cèl·lules musculars. Un potencial d'acció és una variació ràpida i transitory de la membrana cel·lular que permet la propagació de senyals elèctrics al llarg de les cèl·lules, essencials per a la comunicació neuronal i la contracció muscular.
Els models quantitatius ajuden a entendre com els diferents factors, com la concentració d'ions, la resistència de la membrana i les propietats de les proteïnes i canals iònics, afecten la generació i la propagació dels potencials d'acció. Un dels models més coneguts és el model de Hodgkin-Huxley, que descriu matemàticament les dinàmiques del potencial d'acció a través d'equacions diferencials que reflecteixen els moviments d'ions a través de la membrana cel·lular. Aquests models són essencials per a la recerca en neurociència, fisiologia i en el desenvolupament de teràpies per a trastorns relacionats amb la conducció dels senyals elèctrics a les cèl·lules.

## Tipus

Circuit elèctric equivalent per al model Hodgkin-Huxley del potencial d'acció. I_{m} i V_{m} representen el corrent i la tensió a través d'una petita part de membrana, respectivament. El C_{m} representa la capacitat del pegat de la membrana, mentre que els quatre g's representen les conductàncies de quatre tipus d'ions. Les dues conductàncies de l'esquerra, per a potassi (K) i sodi (Na), es mostren amb fletxes per indicar que poden variar amb la tensió aplicada, corresponent als canals iònics sensibles a la tensió.

En neurofisiologia, s'han desenvolupat diversos models matemàtics del potencial d'acció, que es divideixen en dos tipus bàsics. El primer tipus busca modelar quantitativament les dades experimentals, és a dir, reproduir exactament les mesures de corrent i tensió. El famós model Hodgkin-Huxley de l'axó del calamar Loligo exemplifica aquests models. Encara que qualitativament correcte, el model HH no descriu tots els tipus de membrana excitable amb precisió, ja que només considera dos ions (sodi i potassi), cadascun amb només un tipus de canal sensible al voltatge. Tanmateix, altres ions com el calci poden ser importants i hi ha una gran diversitat de canals per a tots els ions. Com a exemple, el potencial d'acció cardíac il·lustra com es poden generar potencials d'acció amb formes diferents a membranes amb canals de calci sensibles al voltatge i diferents tipus de canals de sodi/poassi. El segon tipus de model matemàtic és una simplificació del primer tipus; l'objectiu no és reproduir les dades experimentals, sinó entendre qualitativament el paper dels potencials d'acció en els circuits neuronals. Amb aquesta finalitat, els models fisiològics detallats poden ser innecessàriament complicats i poden enfosquir el "bosc per als arbres". El model FitzHugh-Nagumo és típic d'aquesta classe, que sovint s'estudia pel seu comportament d'entrament. L'arrossegament s'observa habitualment a la natura, per exemple en la il·luminació sincronitzada de luciopers, que està coordinada per un esclat de potencials d'acció; L'entrament també es pot observar en neurones individuals. Ambdós tipus de models es poden utilitzar per entendre el comportament de petites xarxes neuronals biològiques, com ara els generadors de patrons centrals responsables d'algunes accions reflexes automàtiques. Aquestes xarxes poden generar un patró temporal complex de potencials d'acció que s'utilitza per coordinar les contraccions musculars, com les implicades en la respiració o la natació ràpida per escapar d'un depredador.

## Model Hodgkin-Huxley

Figura FHN: Per imitar el potencial d'acció, el model FitzHugh-Nagumo i els seus parents utilitzen una funció g (V) amb resistència diferencial negativa (un pendent negatiu en el I vs. trama V). Per comparació, una resistència normal tindria un pendent positiu, segons la llei d'Ohm I = GV, on la conductància G és la inversa de la resistència G =1/ R.

L'any 1952, Alan Lloyd Hodgkin i Andrew Huxley van desenvolupar un conjunt d'equacions per adaptar-se a les seves dades experimentals de pinça de tensió a la membrana axonal. El model assumeix que la capacitat de membrana C és constant; així, la tensió transmembrana V canvia amb el corrent transmembrana total I tot segons l'equació
{\displaystyle C{\frac {dV}{dt}}=I_{\mathrm {tot} }=I_{\mathrm {ext} }+I_{\mathrm {Na} }+I_{\mathrm {K} }+I_{\mathrm {L} }}
on INa, IK i IL són corrents transportades pels canals locals de sodi, canals de potassi i canals de "fuites" (un catch-all), respectivament. El terme inicial I ext representa el corrent que arriba de fonts externes, com els potencials postsinàptics excitatoris de les dendrites o l'elèctrode d'un científic.

## Model FitzHugh-Nagumo
A causa de la complexitat de les equacions de Hodgkin-Huxley, s'han desenvolupat diverses simplificacions que mostren un comportament qualitativament similar. El model FitzHugh-Nagumo és un exemple típic d'aquest sistema simplificat. Basat en el díode del túnel, el model FHN només té dues variables independents, però presenta un comportament d'estabilitat similar al de les equacions completes de Hodgkin-Huxley. Les equacions són
{\displaystyle C{\frac {dV}{dt}}=I-g(V),}
{\displaystyle L{\frac {dI}{dt}}=E-V-RI}
on g(V) és una funció de la tensió V que té una regió de pendent negatiu al mig, flanquejada per un màxim i un mínim (figura FHN). Un cas senzill molt estudiat del model FitzHugh-Nagumo és el model del nervi Bonhoeffer-van der Pol, que es descriu per les equacions